# 池田行彦
池田行彦（日语：／ Ikeda Yukihiko，1937年5月13日—2004年1月28日）、日本政治家、大藏省官员，位階为正三位。勲等为旭日大綬章。原姓粟根。
歴任衆議院議員（10期）、总务厅长官（第7代）、防衛厅長官（第50代）、外務大臣（第124、125代）、内閣官房副長官（鈴木善幸内閣）、自由民主党政務調査会長（第42代）、自由民主党总务会長（第40代）等职。
妻子紀子的父亲是前首相池田勇人。侄女慶子的丈夫是眾議院議員寺田稔。

## 生平
出生于兵库县神户市。7岁时父亲粟根信行去世，之后移居广岛县广岛市。1945年8月6日的原子弹爆炸中幸免于难。1951年转居东京，毕业于東京都立日比谷高等学校、東京大学法学部。1961年进入大藏省工作，1964年转到外务省，被派往驻纽约总领事馆工作。1969年回到大藏省任职，娶前首相池田勇人次女池田紀子为妻，婚后改姓池田。历任大藏省广岛国税局間税部長和大藏相大平正芳秘书官一职，1975年退出大藏省。
1976年第34届众议院议员选举，出马竞选岳父的地盤选区——旧广岛县第2区，第一次当选（同期当选的爱知和男、鸠山邦夫、中村喜四郎、中島衛、西田司、堀内光雄、相澤英之、津島雄二、鹿野道彦、塚原俊平、中西啓介、与謝野馨、渡边秀央、甘利正等），此后连续10届当选。当选后进入池田勇人所属的自民党大平派。
1981年，就任铃木善幸内阁的内阁官房副长官(政务)。1989年，被任命为宇野内阁的总务厅长官，首次进入内阁，但因宇野宗佑首相的绯闻被发现，宇野内阁只存在了69天。1990年，担任第2次海部改组内阁的防卫厅长官，1991年4月在海湾战争中，池田与海上幕僚长宣布出兵波斯湾，参与海上除雷。日本海上自卫队首次进行海外任务。
1996年，池田行彦出任第1次橋本内閣的外務大臣，在任期间修改美日防卫合作指针，处理日本駐祕魯大使館人質危機，1996年2月抗议韩国政府建设竹岛，要求中断建设，引起韩国人组成的示威队伍在日本大使馆前举行示威活动，并焚烧日章旗和池田的形象玩偶。金泳三总统也反驳池田的发言说:“这样的"失言"是绝不能容忍的。”
1998年担任自民党总裁小渊惠三下属的自民党政务调查会长，次年（1999年）的自民党总裁选举中宏池会会長加藤紘一辞职导致小渊落选。此后小渊改组内阁，调整自民党干部人事，池田被任命为总务会长。
2000年11月加藤紘一发起加藤之乱，盟友山崎拓的不信任决议案受到前首相宮澤喜一、堀内光雄等反加藤集团的反对而受挫。
2004年1月28日，患直肠癌的池田行彦在三井纪念医院去世。享年66岁。同年4月的补选中，侄女庆子的丈夫寺田稔首次当选池田选区的衆議院議員。

## 荣誉

### 日本勋章奖章
- 旭日大绶章

### 外国勋章奖章
- 意大利共和国功绩大军官勋章（義大利語：Ordine al merito della Repubblica Italiana）（意大利，1982年3月9日公布[2]）：意大利总统佩尔蒂尼于1982年3月9日至15日对日本进行国事访问[3]。

## 関連項目
- 阿尔韦托·藤森
- 隊友会

| 議會席位          | 議會席位                                       | 議會席位        |
| ----------------- | ---------------------------------------------- | --------------- |
| 前任： 堀之内久男 | 衆議院国家基本政策委員長 第4代：2002年         | 繼任： 瓦力     |
| 前任： 小泉純一郎 | 衆議院大藏委員長 1986年 - 1987年               | 繼任： 越智通雄 |
| 政党职务          |                                                |                 |
| 前任： 深谷隆司   | 自由民主党总务会長 第40代：1999年 - 2000年     | 繼任： 小里貞利 |
| 前任： 山崎拓     | 自由民主党政務調査会長 第42代：1998年 - 1999年 | 繼任： 龟井静香 |
| 官衔              |                                                |                 |
| 前任： 河野洋平   | 外務大臣 第122・123代：1996年 - 1997年         | 繼任： 小渊惠三 |
| 前任： 石川要三   | 防衛厅長官 第50代：1990年 - 1991年             | 繼任： 宫下创平 |
| 前任： 金丸三郎   | 总务厅长官 第7代：1989年                       | 繼任： 水野清   |
| 前任： 瓦力       | 内閣官房副長官 (政務担当) 1981年 - 1982年      | 繼任： 藤波孝生 |